# Heilig Geist (Neuötting)

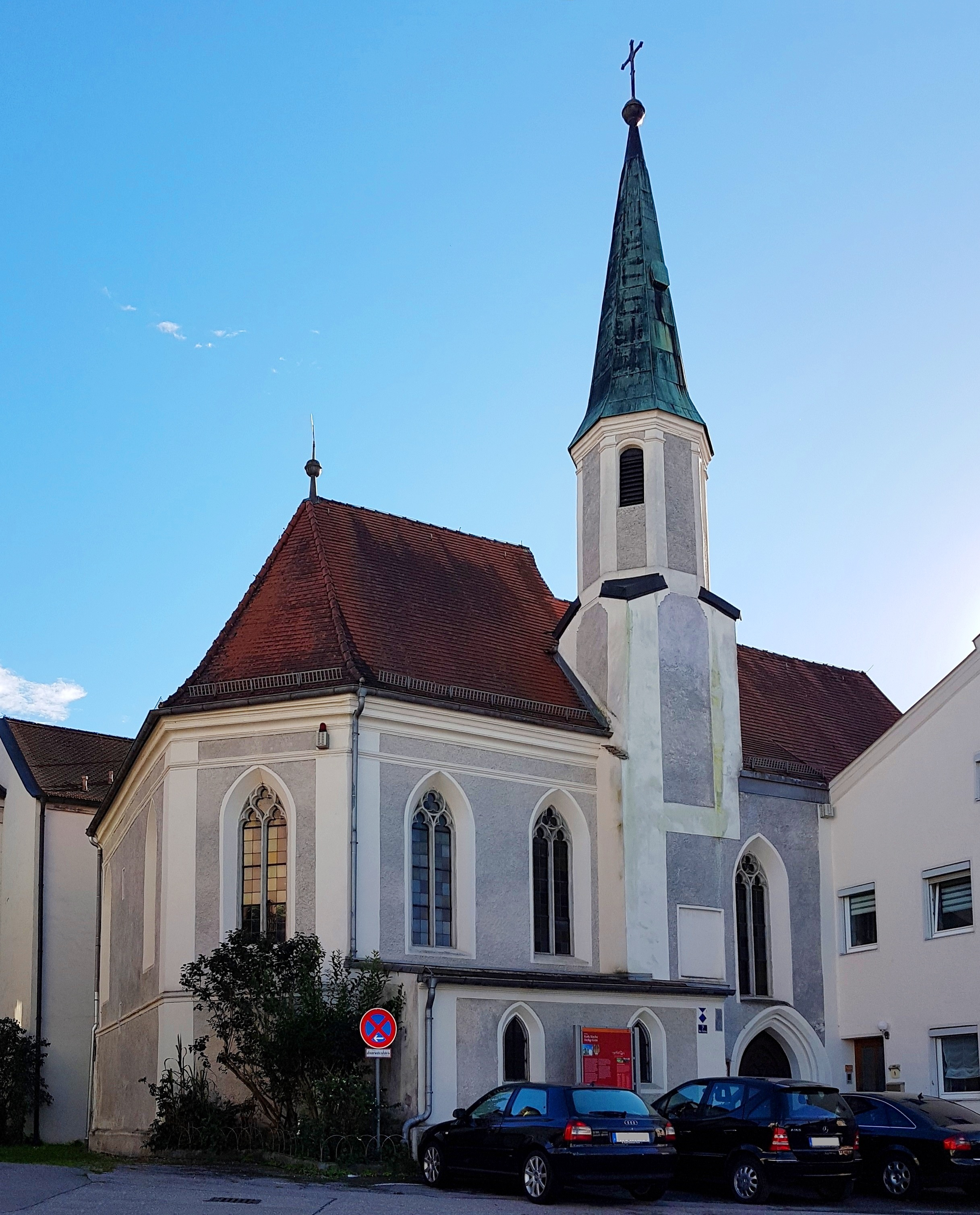
Spitalkirche Heilig Geist (Neuötting)

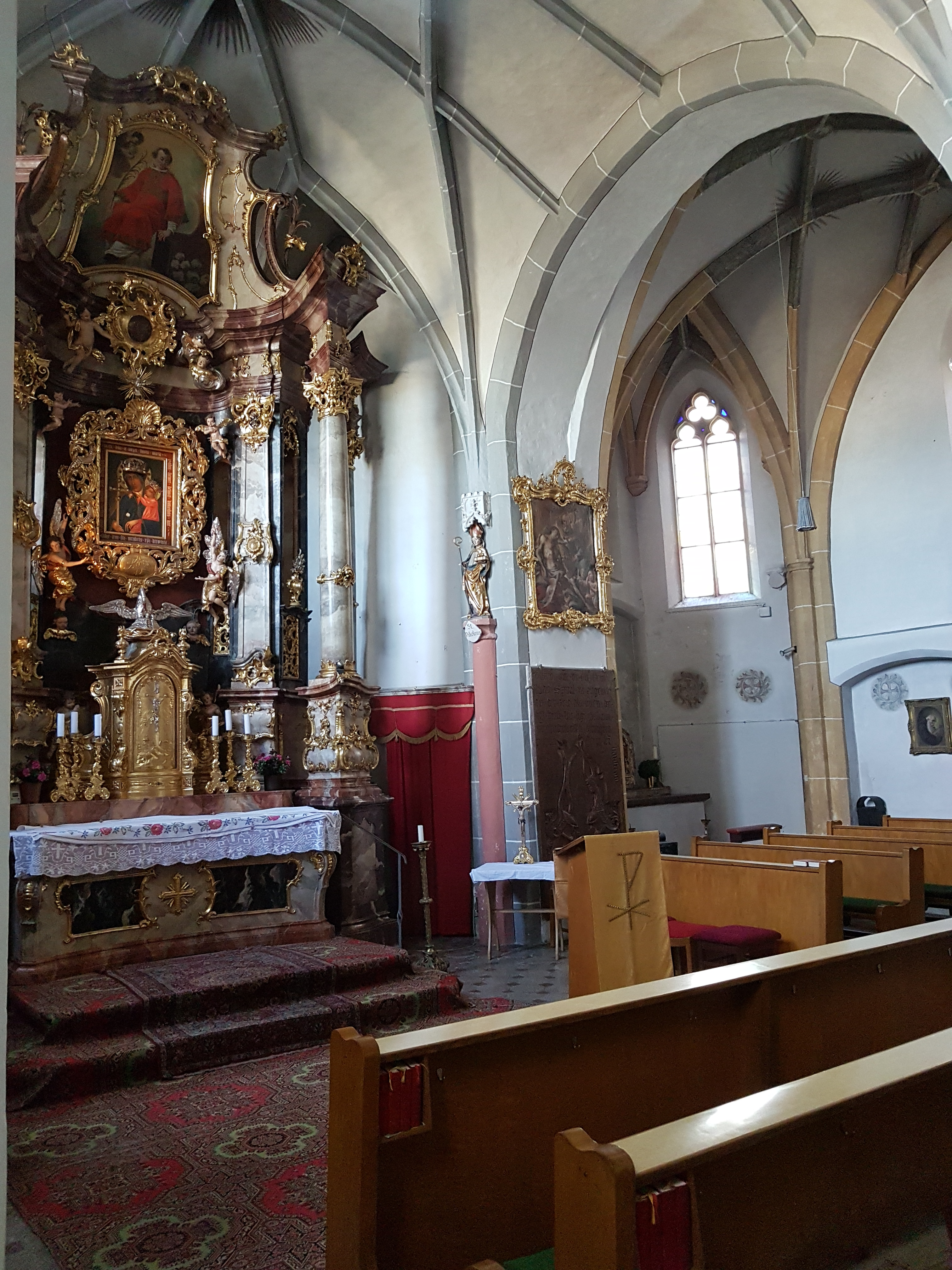
Innenansicht

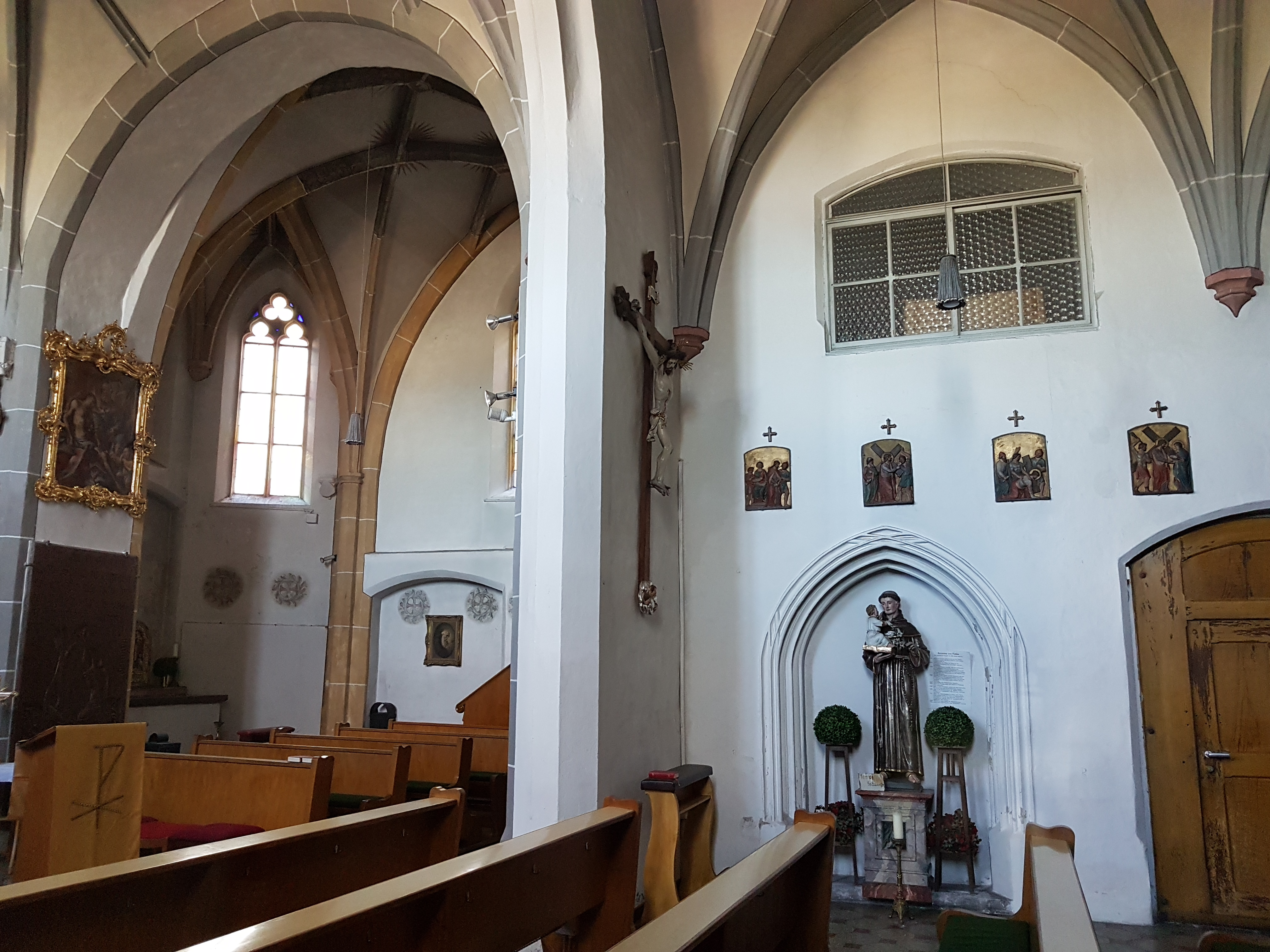
Innenansicht nach Süden

Die römisch-katholische ehemalige Spitalkirche Heilig Geist ist eine gotische Saalkirche in Neuötting im oberbayerischen Landkreis Altötting. Sie gehört zum Pfarrverband Neuötting im Dekanat Altötting des Bistums Passau und wird von der Heilig-Geist-Spitalstiftung Neuötting unterstützt.

## Geschichte und Architektur
Die Spitalkirche wurde um 1500 unter Einbeziehung einer südlich anschließenden Kapelle von 1423 erbaut und ist baulich mit den Gebäuden des Spitals verbunden. Im Norden steht der Turm mit achteckigem Obergeschoss und Spitzhelm. Außen sind die beiden Altarräume zu einem dreiseitigen Schluss zusammengefasst. Im Innern ist der zweijochige Chor eingezogen und schließt mit einem Dreiachtelschluss. Die Chorjoche sind nach Süden zur Seitenkapelle hin geöffnet, der dazu gehörige kleinere Altarraum ist mit einem dreiseitigen Schluss versehen und zeigt im Gewölbe stärkere Netzrippen über achteckigen Diensten. Zweibahnige Maßwerkfenster erhellen das Innere.
Das dreijochige Langhaus erhielt im Jahr 1591 durch Ruprecht Kuchlmeister ein Netzgewölbe an Stelle der früheren Flachdecke. Am Chorbogen ist das Renovierungsdatum 1660 zu finden. Eine Empore über gewölbten Arkaden mit späterer Brüstung ist im Westen eingebaut. 

## Ausstattung
Die reiche Hochaltaranlage wurde 1789 aus der Dominikanerkirche Landshut hierher umgesetzt. Als Mittelbild ist eine Maria-Schnee-Ikone des 15. Jahrhunderts eingesetzt, die nach dem Gnadenbild in Santa Maria Maggiore in Rom gestaltet wurde. Das Gemälde des Altarauszugs zeigt den heiligen Stephanus und wurde 1770 von Zacharias Lehrhuber ausgeführt. Schnitzfiguren der Heiligen Rupertus und Nikolaus aus dem 15. Jahrhundert sind im Chor zu finden. An den Chorwänden sind Spätrokoko-Gemälde in aufwändigen Schnitzrahmen mit Darstellungen der Heiligen Dreifaltigkeit und des heiligen Donatus angebracht. Am Nordeingang steht ein gotischer Taufstein. Eine Rotmarmorgrabplatte erinnert an den Stifter Wilhelm von Fraunhofen († 1423). In der Kapelle sind Apostelkreuzmalereien aus dem 16. Jahrhundert und geschnitzte Büsten der vierzehn Nothelfer aus dem 18. Jahrhundert zu finden.
Die Orgel ist ein Werk von Franz Borgias Maerz aus dem Jahr 1888 mit fünf Registern auf einem Manual und Pedal.